# Касков, Олег Александрович
Оле́г Алекса́ндрович Каско́в (5 апреля 1973) — российский офицер, танкист, Герой Российской Федерации.
Во время первой чеченской войны командир танкового взвода 276-го мотострелкового полка 34-й мотострелковой дивизии Приволжско-Уральского военного округа старший лейтенант Касков был контужен при сопровождении мотострелковой колонны российских войск, однако не вышел из боя и до последнего снаряда прикрывал выход колонны из опасной зоны обстрела.

## Биография
Родился 5 апреля 1973 года в городе Кыштым Челябинской области в семье военнослужащего. Родной брат его деда, Леонид Александрович Касков, был удостоен звания Героя Советского Союза за форсирование реки Одер. Рано лишился отца. В Кыштыме окончил восемь классов средней школы № 3, а в 1991 году — Кыштымский радиомеханический техникум.
После окончания в 1995 году Челябинского высшего танкового училища, направлен в 34-ю мотострелковую дивизию, Уральского военного округа. С августа 1995 года по август 1998 года занимал должности: командир танкового взвода; командир танковой роты 341-го танкового полка (город Верхняя Пышма Свердловской области).
В период с декабря 1995 года по май 1996 года в составе 276-го мотострелкового полка, 34-й мотострелковой дивизии участвовал в боевых действиях на территории Чеченской республики. За пять месяцев боевой работы неоднократно участвовал в боевых действиях против незаконных формирований. Уничтожил около 20 пулемётных точек, миномётных позиций и корректировщиков огня.
Командир танкового взвода 276-го мотострелкового полка старший лейтенант О. А. Касков отличился 4 апреля 1996 года. В этот день выдвинувшася в направление города Ведено мотострелковая колонна с танковым охранением под командованием лейтенанта Каскова попала в засаду. Выстрелом из ПТУРа был подбит головной танк с тралом и танк Каскова. Командир танка был контужен, наводчик Д. Гранкин и механик-водитель А. Бабин тяжело ранены. Старший лейтенант вытащил раненых из танка и оказал им первую помощь, затем ликвидировал пожар в боевом отделении танка. После этого, заняв место наводчика, прямым попаданием поразил огневую точку, откуда наиболее интенсивно вёлся огонь по колонне. После уничтожения ещё нескольких целей орудие заклинило. Вместе с механиком он ликвидировал неисправность и до последнего снаряда прикрывал выход колонны из опасной зоны обстрела.
Указом Президента Российской Федерации от 14 июня 1997 года «за мужество и героизм, проявленные при выполнении боевого задания» старшему лейтенанту Каскову Олегу Александровичу присвоено звание Героя России с вручением медали «Золотая Звезда».
Офицер-танкист продолжил службу в той же дивизии. В 1998—2000 годах — слушатель Общевойсковой академии Вооружённых Сил Российской Федерации. Участник Парада на Красной площади 9 мая 1999 года.
По окончании академии продолжил службу командиром батальона, заместителем командира 341-го танкового полка. В январе 2003 года майору Каскову досрочно присвоено воинское звание «подполковник».
В апреле того же года между двумя заместителями командира войсковой части — подполковником Касковым и майором Журбой произошла ссора в присутствии подчинённых. В ответ на оскорбления и нецензурные высказывания в свой адрес подполковник Касков, защищая свою честь, дважды ударил кулаком обидчика по лицу. После ссоры майор около месяца пролежал в госпитале с переломом носа, ушибами головы и сотрясением мозга. 20 ноября 2003 года Екатеринбургский гарнизонный военный суд вынес обвинительный приговор в отношении Героя России подполковника Олега Каскова. Военная прокуратура предъявила подполковнику Каскову обвинение по ч.3 ст. 286 УК России («Превышение должностных полномочий»), предусматривающей наказание до 10 лет лишения свободы. Однако в суде обвинение переквалифицировали и применили более мягкую ст.335 УК («Неуставные взаимоотношения»). В результате был вынесен приговор: в течение года подполковник Касков не мог быть представлен на вышестоящую должность, а при получении очередного воинского звания этот год не учитывался.
В 2004—2006 годах — начальник штаба, начальник мотострелкового отдела 5406-й базы хранения вооружения и техники (5406 БХВТ) (город Чебаркуль). В 2006—2007 годах — начальник штаба 276-го мотострелкового полка 34-й мотострелковой дивизии (город Екатеринбург).
С февраля 2007 года назначен на должность старшего преподавателя факультета военного обучения (ФВО) Уральского федерального университета имени первого Президента России Б. Н. Ельцина. В августе 2009 года О. А. Каскову присвоено воинское звание полковника.
По состоянию на 2012 год, служил начальником военной кафедры специальной подготовки Военного учебного центра имени Б. Г. Россохина при ФВО УрФУ. По данным одной из публикаций в марте 2023 года, незадолго до этого покинул Военный учебный центр (предположительно, уволен в запас).
Живёт в городе Екатеринбурге.

## Награды и звания
- Герой Российской Федерации (14 июня 1997)№404
- медали[2].
- лауреат Народной премии «Светлое прошлое» (21 января 2018)[4]

## Семья
- Жена Ольга — педагог[1]
- Сын Игорь[1].
- Сын Дмитрий

## Оценки и мнения
О. А. Касков:

Считаю, что ничего особенного не совершил. И вообще, если честно, то действовал я тогда «по автомату», тем более, что сам был контужен… Снаряд ударил в башню, её заклинило. Загорелся комбинезон на Диме Гранкине, он был наводчиком. Осколочное ранение в ноги и контузию получил механик-водитель Лёша Бабин. Да, пришлось вытаскивать ребят, руками тушить пламя, отстреливаться, выводить танк из-под огня. А как по-другому должен действовать командир? Так меня учили.